# Threticus tanganicus
Threticus tanganicus är en tvåvingeart som beskrevs av Wagner och Andersen 2008. Threticus tanganicus ingår i släktet Threticus och familjen fjärilsmyggor.
Artens utbredningsområde är Tanzania. Inga underarter finns listade i Catalogue of Life.